# Кеј Кендал
Кеј Кендал (енгл. Kay Kendall) је била енглеска глумица, рођена 21. маја 1926. године у Withernsea (Енглеска), а преминула 6. маја 1959. године у Лондону (Енглеска).